# Obsonville
Obsonville est une commune française située dans le département de Seine-et-Marne, en région Île-de-France.
En 2022, elle compte 120 habitants.

## Géographie

### Localisation
La commune d'Obsonville se trouve dans le département de Seine-et-Marne, en région Île-de-France.

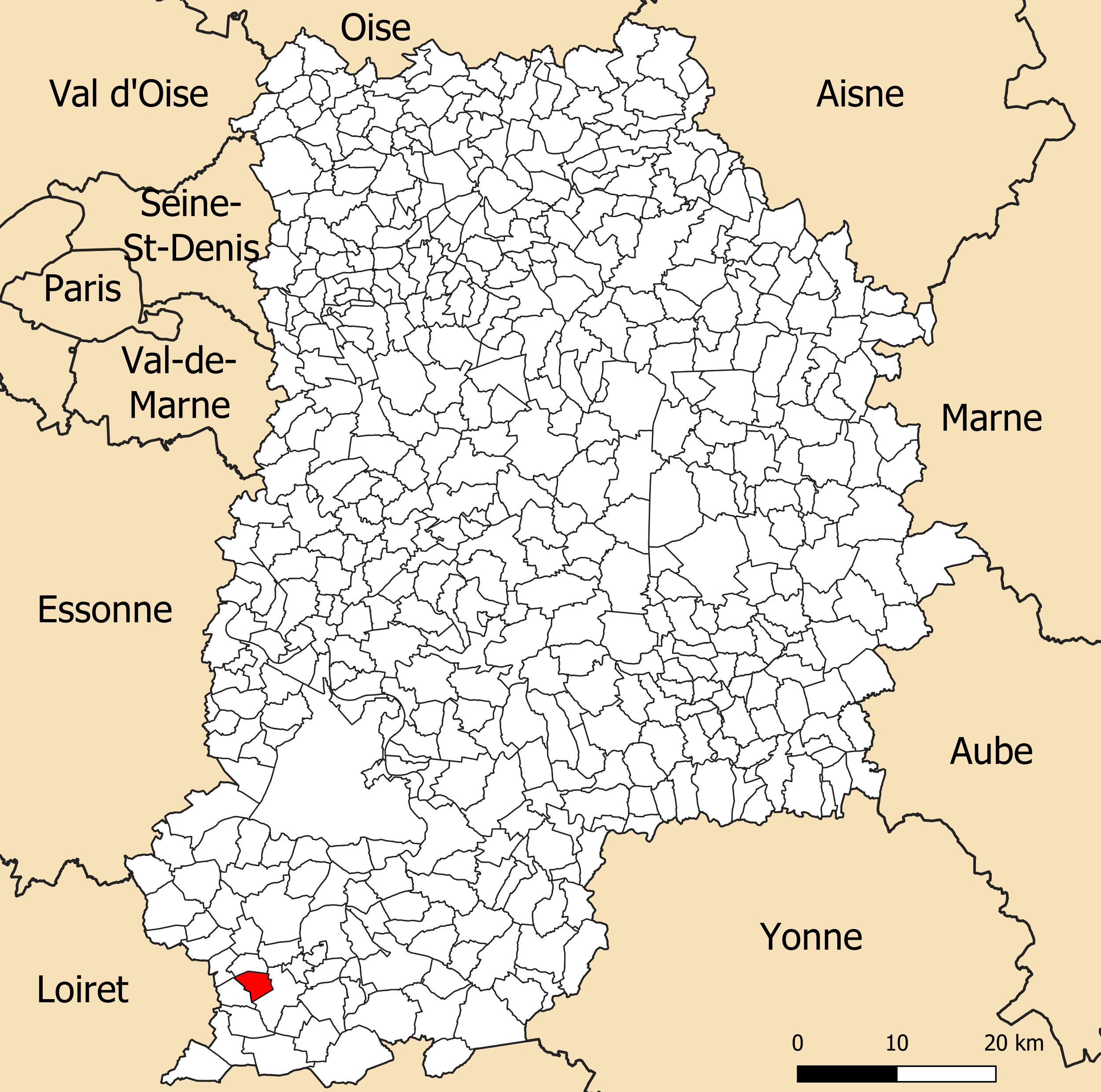
Localisation d'Obsonville dans le département de Seine-et-Marne.

Elle se situe à 45,52 km par la route de Melun, préfecture du département, à 29,02 km de Fontainebleau, sous-préfecture et à 13,14 km de Nemours, bureau centralisateur du canton de Nemours dont dépend la commune depuis 2015. La commune fait en outre partie du bassin de vie de Puiseaux.
Obsonville est situé à 13 km au sud-ouest de Nemours, à 8 km à l'est de Puiseaux (Loiret) et à 16 km au sud-est de Malesherbes.

### Communes limitrophes

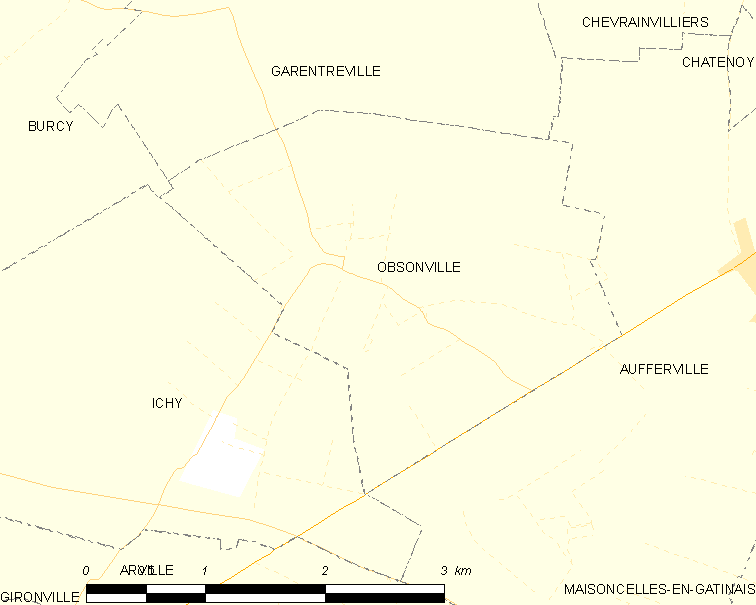
Carte des communes limitrophes d'Obsonville.

Les communes les plus proches sont : 
Ichy (1,9 km), Garentreville (2,3 km), Arville (3,4 km), Aufferville (3,6 km), Burcy (3,8 km), Gironville (4,3 km), Guercheville (4,7 km), Desmonts (4,8 km).
| Burcy | Garentreville |             |
|       | Obsonville    |             |
| Ichy  |               | Aufferville |

### Géologie et relief
Le territoire de la commune se situe dans le sud du Bassin parisien, plus précisément au nord de la région naturelle du Gâtinais.
L'altitude varie de 105 mètres à 116 mètres pour le point le plus haut ; le centre du bourg se situant à environ 111 mètres d'altitude (mairie).
Géologiquement intégré au bassin parisien, qui est une région géologique sédimentaire, l'ensemble des terrains affleurants de la commune sont issus de l'ère géologique Cénozoïque (des périodes géologiques s'étageant du Paléogène au Quaternaire),.

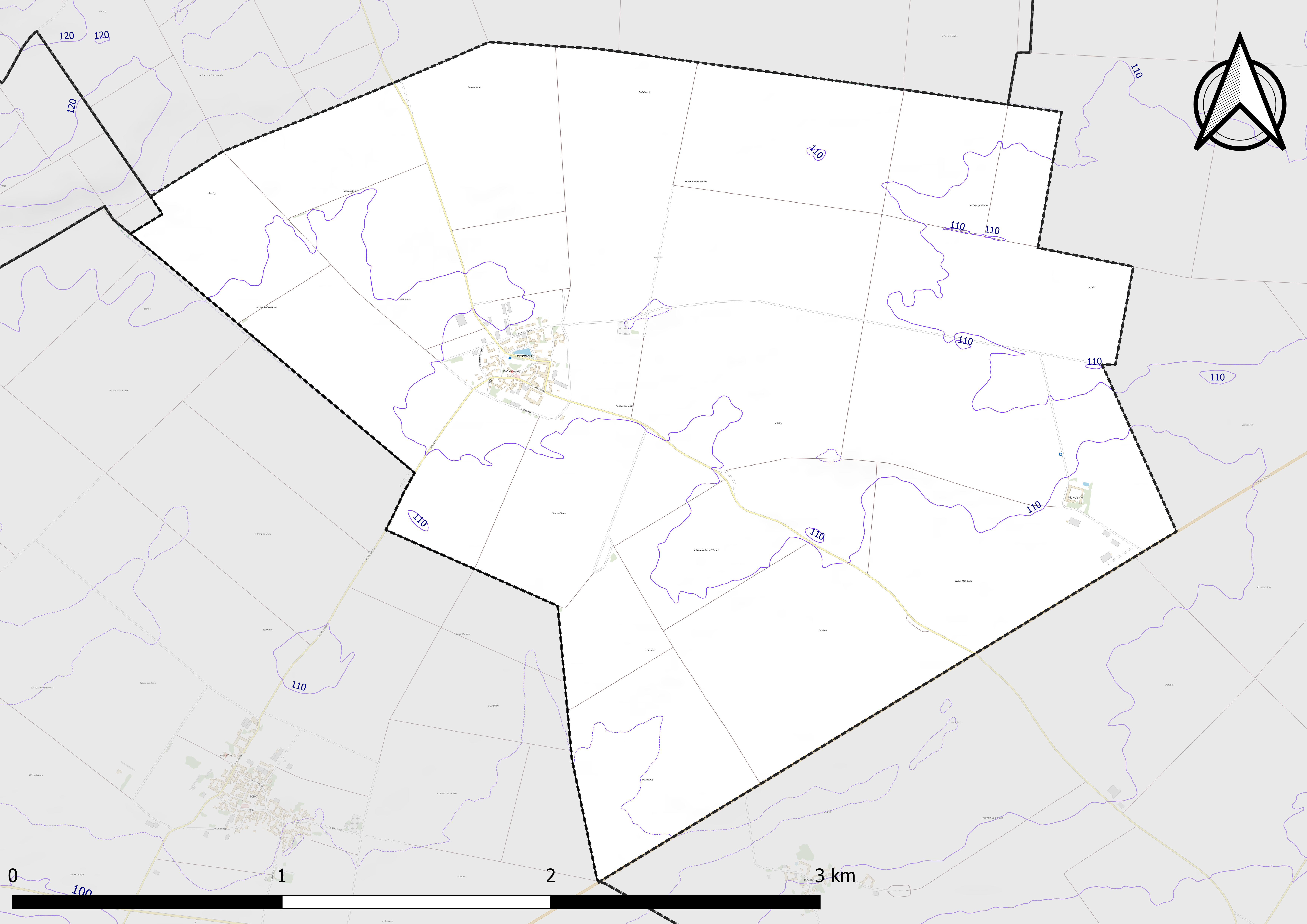
Carte du relief d'Obsonville.
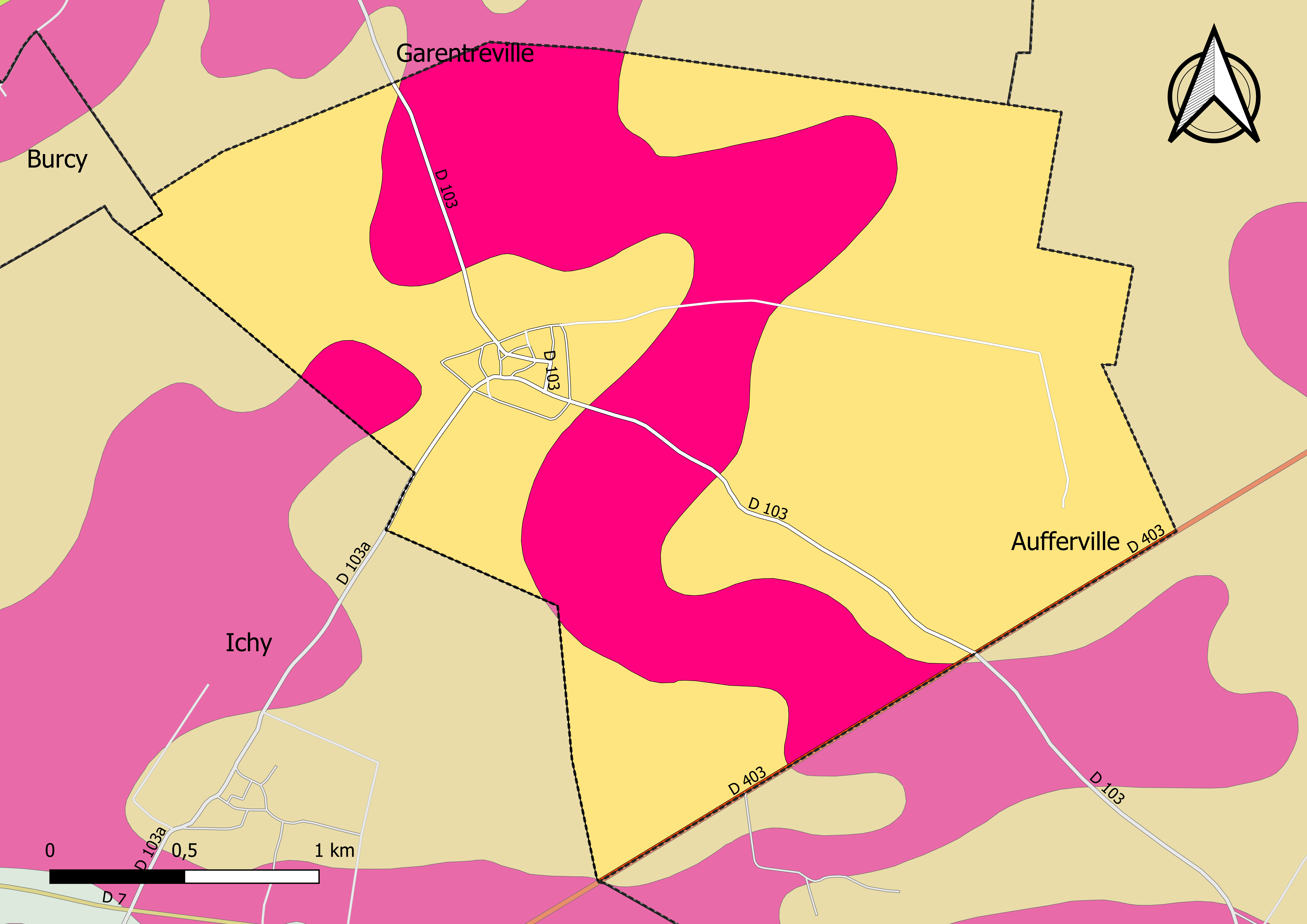
Carte géologique vectorisée et harmonisée d'Obsonville.

|  | LP : | Limon des plateaux de composition argilo-marneuse. |

|  | g1CE : | Calcaire d'Étampes, meulières, marnes, calcaires du Gâtinais. |

La commune est classée en zone de sismicité 1, correspondant à une sismicité très faible.

### Hydrographie
La commune n’est traversée par aucun cours d'eau.
Le village est construit autour d'une grande mare.

### Climat
Pour des articles plus généraux, voir Climat de l'Île-de-France et Climat de Seine-et-Marne.
En 2010, le climat de la commune est de type climat océanique dégradé des plaines du Centre et du Nord, selon une étude du CNRS s'appuyant sur une série de données couvrant la période 1971-2000. En 2020, Météo-France publie une typologie des climats de la France métropolitaine dans laquelle la commune est exposée à un climat océanique altéré et est dans la région climatique Sud-ouest du bassin Parisien, caractérisée par une faible pluviométrie, notamment au printemps (120 à 150 mm) et un hiver froid (3,5 °C).
Pour la période 1971-2000, la température annuelle moyenne est de 10,8 °C, avec une amplitude thermique annuelle de 15,5 °C. Le cumul annuel moyen de précipitations est de 659 mm, avec 10,9 jours de précipitations en janvier et 7,6 jours en juillet. Pour la période 1991-2020, la température moyenne annuelle observée sur la station météorologique la plus proche, située sur la commune de Saint-Pierre-lès-Nemours à 10 km à vol d'oiseau, est de 11,4 °C et le cumul annuel moyen de précipitations est de 697,6 mm,. Pour l'avenir, les paramètres climatiques de la commune estimés pour 2050 selon différents scénarios d'émission de gaz à effet de serre sont consultables sur un site dédié publié par Météo-France en novembre 2022.

### Milieux naturels et biodiversité
Aucun espace naturel présentant un intérêt patrimonial n'est recensé sur la commune dans l'inventaire national du patrimoine naturel,,.

## Urbanisme

### Typologie
Au 1er janvier 2024, Obsonville est catégorisée commune rurale à habitat très dispersé, selon la nouvelle grille communale de densité à sept niveaux définie par l'Insee en 2022.
Elle est située hors unité urbaine. Par ailleurs la commune fait partie de l'aire d'attraction de Paris, dont elle est une commune de la couronne,. Cette aire regroupe 1 929 communes,.

### Occupation des sols
L'occupation des sols de la commune, telle qu'elle ressort de la base de données européenne d’occupation biophysique des sols Corine Land Cover (CLC), est marquée par l'importance des territoires agricoles (100 % en 2018), une proportion identique à celle de 1990 (100 %). La répartition détaillée en 2018 est la suivante : 
terres arables (100 %).
| Type d’occupation | 1990      | 1990     | 2018      | 2018     | Bilan |
| --- | --------- | -------- | --------- | -------- | ----- |
| Territoires artificialisés (zones urbanisées, zones industrielles ou commerciales et réseaux de communication, mines, décharges et chantiers, espaces verts artificialisés ou non agricoles) | 0,00 ha   | 0,00 %   | 0,00 ha   | 0,00 %   | 0 ha  |
| Territoires agricoles (terres arables, cultures permanentes, prairies, zones agricoles hétérogènes)                                                                                          | 699,01 ha | 100,00 % | 699,01 ha | 100,00 % | 0 ha  |
| Forêts et milieux semi-naturels (forêts, milieux à végétation arbustive et/ou herbacée, espaces ouverts sans ou avec peu de végétation)                                                      | 0,00 ha   | 0,00 %   | 0,00 ha   | 0,00 %   | 0 ha  |

Parallèlement, L'Institut Paris Région, agence d'urbanisme de la région Île-de-France, a mis en place un inventaire numérique de l'occupation du sol de l'Île-de-France, dénommé le MOS (Mode d'occupation du sol), actualisé régulièrement depuis sa première édition en 1982. Réalisé à partir de photos aériennes, le Mos distingue les espaces naturels, agricoles et forestiers mais aussi les espaces urbains (habitat, infrastructures, équipements, activités économiques, etc.) selon une classification pouvant aller jusqu'à 81 postes, différente de celle de Corine Land Cover,,. L'Institut met également à disposition des outils permettant de visualiser par photo aérienne l'évolution de l'occupation des sols de la commune entre 1949 et 2018.

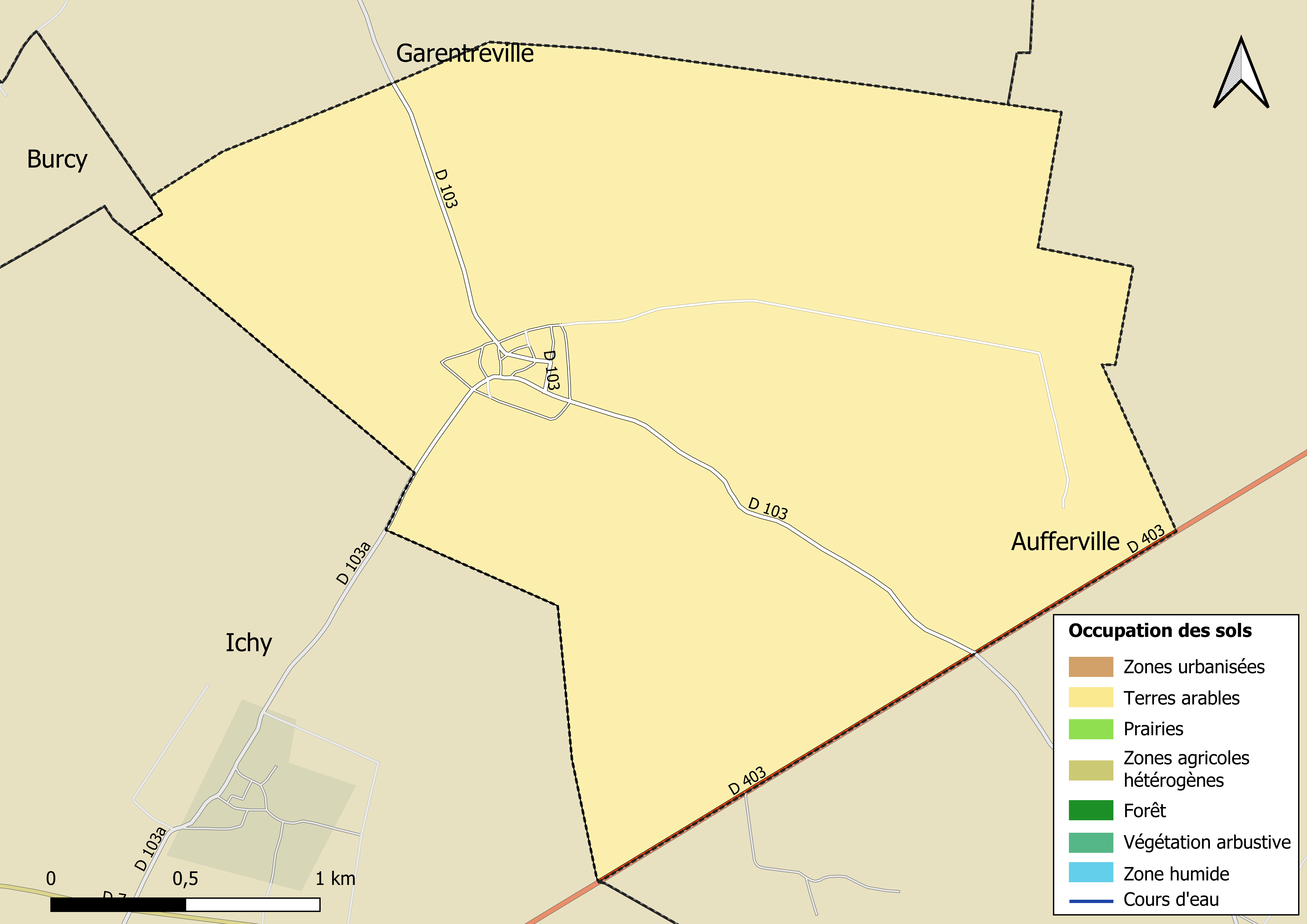
Carte des infrastructures et de l'occupation des sols en 2018 (CLC) de la commune.
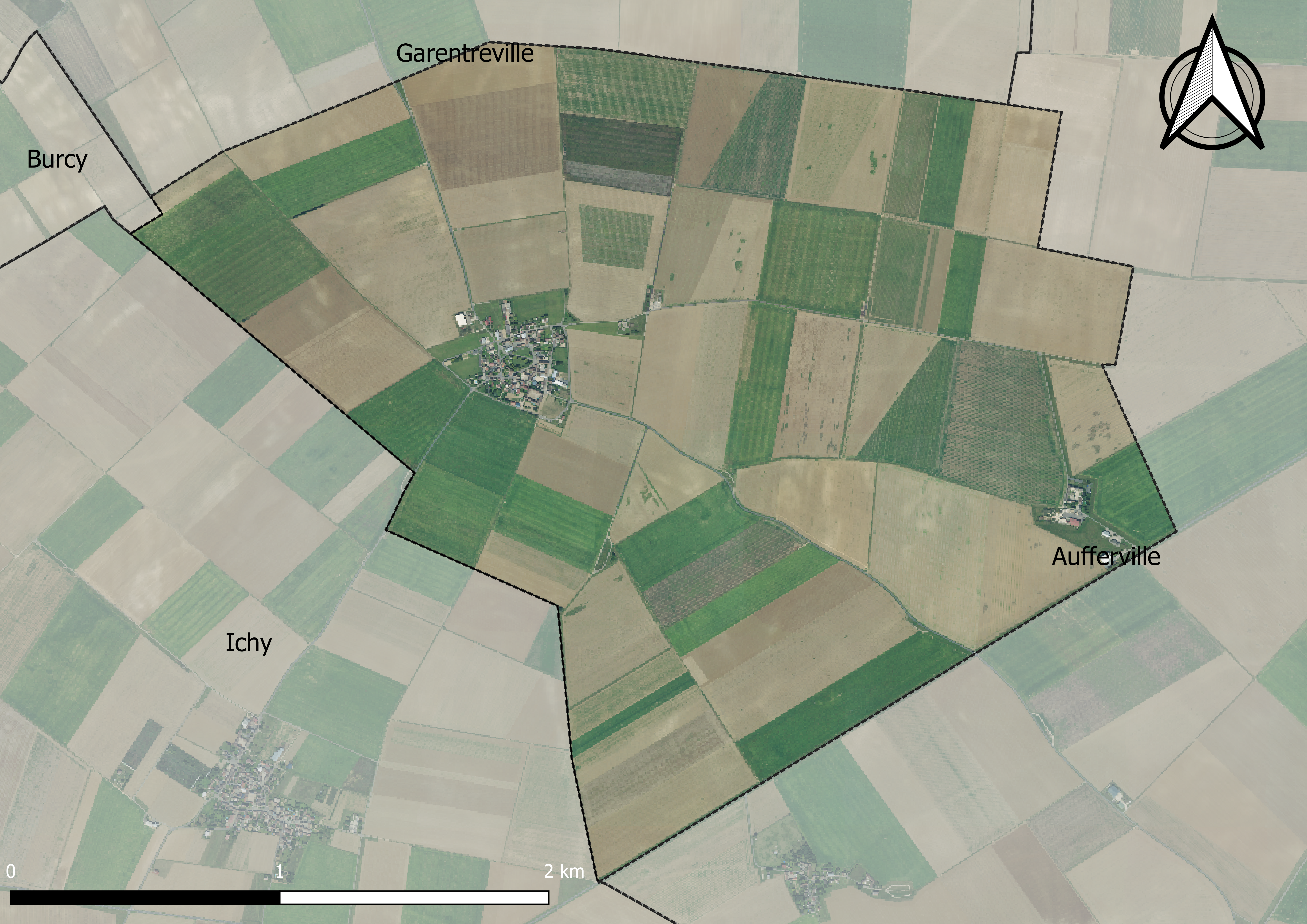
Carte orhophotogrammétrique de la commune.

### Planification
La loi SRU du 13 décembre 2000 a incité les communes à se regrouper au sein d’un établissement public, pour déterminer les partis d’aménagement de l’espace au sein d’un SCoT, un document d’orientation stratégique des politiques publiques à une grande échelle et à un horizon de 20 ans et s'imposant aux documents d'urbanisme locaux, les PLU (Plan local d'urbanisme). La commune est dans le territoire du SCOT Nemours Gâtinais, approuvé le 5 juin 2015 et porté par le syndicat mixte d’études et de programmation (SMEP) Nemours-Gâtinais.
La commune disposait en 2019 d'une carte communale approuvée.

### Lieux-dits et écarts

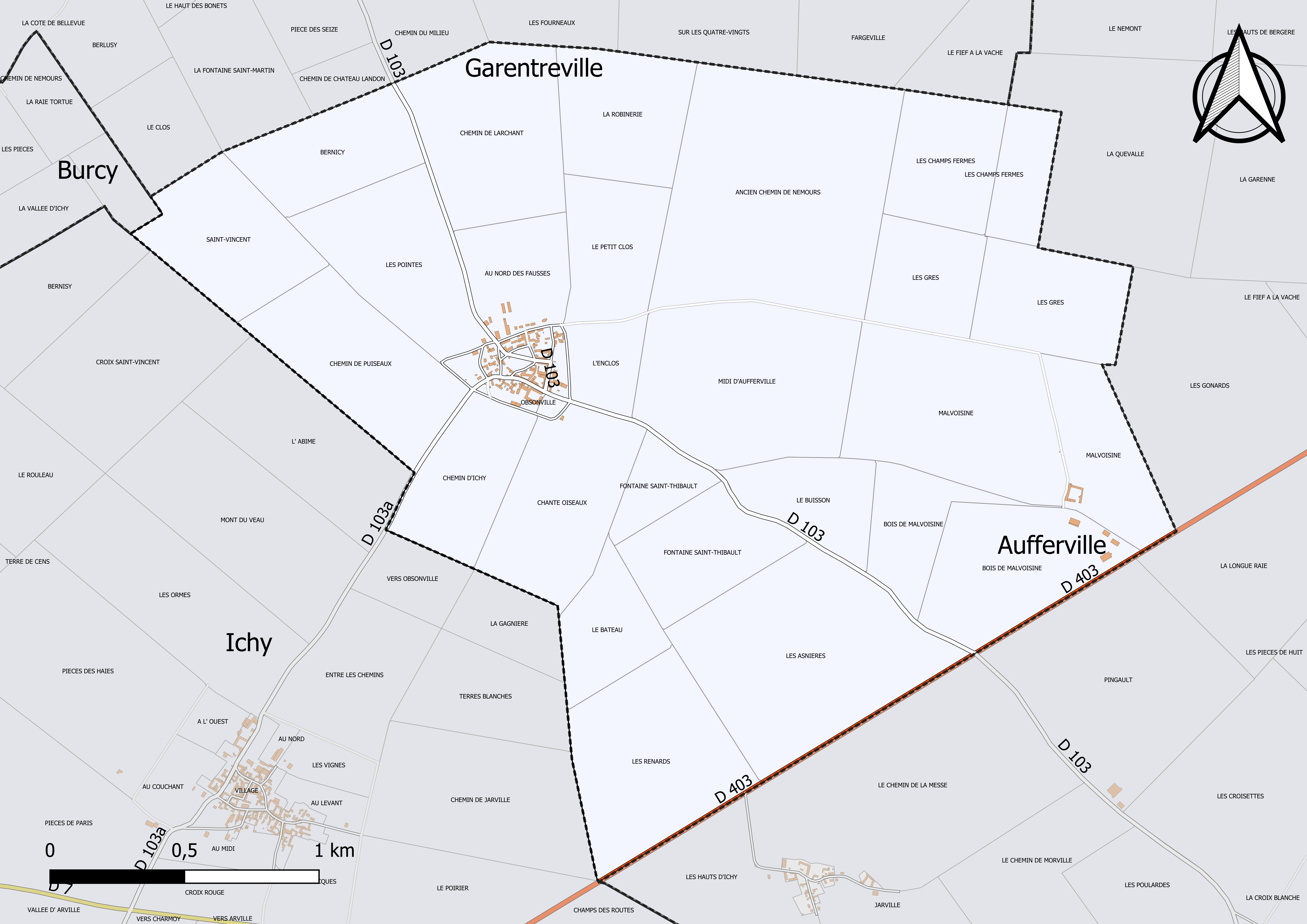
Carte du cadastre de la commune d'Obsonville.

La commune compte 32 lieux-dits administratifs répertoriés consultables ici dont Malvoisine (ferme).

### Logement
En 2017, le nombre total de logements dans la commune était de 55 dont 100 % de maisons (maisons de ville, corps de ferme, pavillons, etc.).
Parmi ces logements, 90,9 % étaient des résidences principales, 3,6 % des résidences secondaires et 5,5 % des logements vacants.
La part des ménages fiscaux propriétaires de leur résidence principale s'élevait à 70 % contre 30 % de locataires.

### Voies de communication et transports

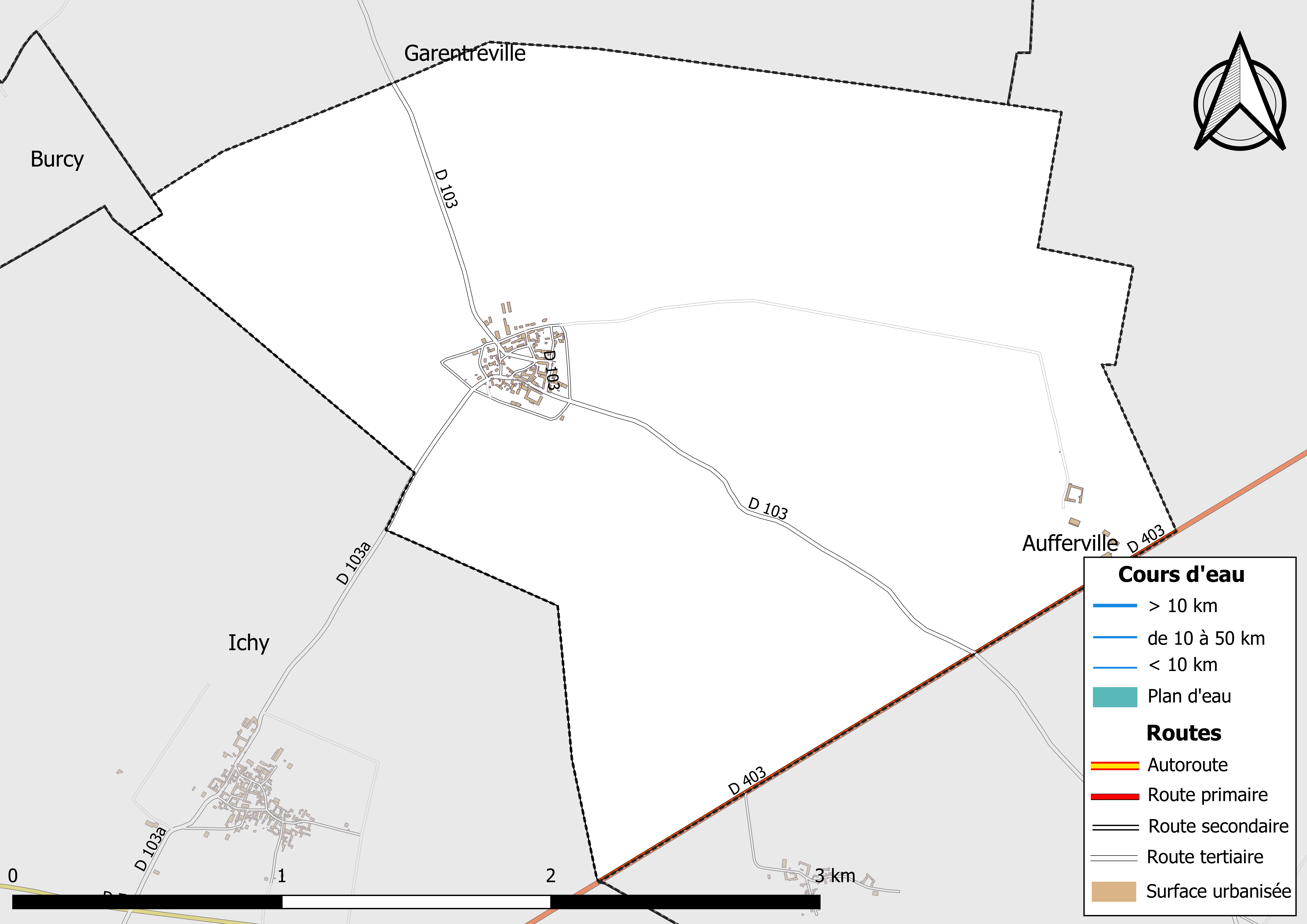
Carte des réseaux hydrographique et routier d'Obsonville.

Plusieurs routes départementales relient Obsonville aux communes voisines :
- la D 103, à Garentreville, au nord ; à Aufferville, au sud-est ;
- la D 103A, à Ichy, au sud-ouest ;
- la D 403, à Aufferville, à l'est ; Ichy, au sud-ouest ;

#### Transports
Obsonville est desservie par une ligne du réseau de bus Vallée du Loing - Nemours : la ligne 13C, qui relie Beaumont-du-Gâtinais à Saint-Pierre-lès-Nemours.

## Toponymie
Le nom de la localité est mentionné sous la forme C. Albucovilla en 1194.

## Histoire
Dépendance de la seigneurie de Nemours, elle vint en la possession de Gautier de Villebéon de par son mariage avec Aveline de Château-Landon, dame de Nemours. Leur fils Orson II la reçut en héritage en 1205 - il est nommé Orson d'Obsonville dans la nomenclature des vassaux du roi entre 1211 et 1226. Elle passa ensuite à sa sœur Marguerite, première épouse de Eudes II de Sully-Beaujeu. Leur fils Gilles de Sully (également propriétaire du Château d'Ainay-le-Vieil), reçut Méréville à la mort de sa mère en 1249. Il est peut-être à l'origine du manoir à côté de l'église, dont les ruines ont disparu au XIXe siècle. Mort en 1258 sans héritier mâle, Méréville se retrouve en 1347 possession de Jeanne de Garencières, possible descendante de Gilles par les femmes et veuve de Philippe du Tremblay.
Le curé et les habitants comparurent par procureur, en 1555, à la rédaction de la coutume de Sens. Le seigneur est M. d'Hericourt.
Autrefois, jusqu'en 1790, paroisse de l'archidiaconé du Gâtinais, doyenné de Milly-la-Foret, collateur l'archevêque de Sens, revenu de 500 livres, 30 feux ou 90 communiants (1829 : 161 habitants), généralité de Paris, élection de Nemours.
Dépendances : un hameau Malvoisine, dans lequel est une ferme du même nom. Auparavant, un hameau dit Jarville, aujourd'hui commune d'Aufferville.

## Politique et administration

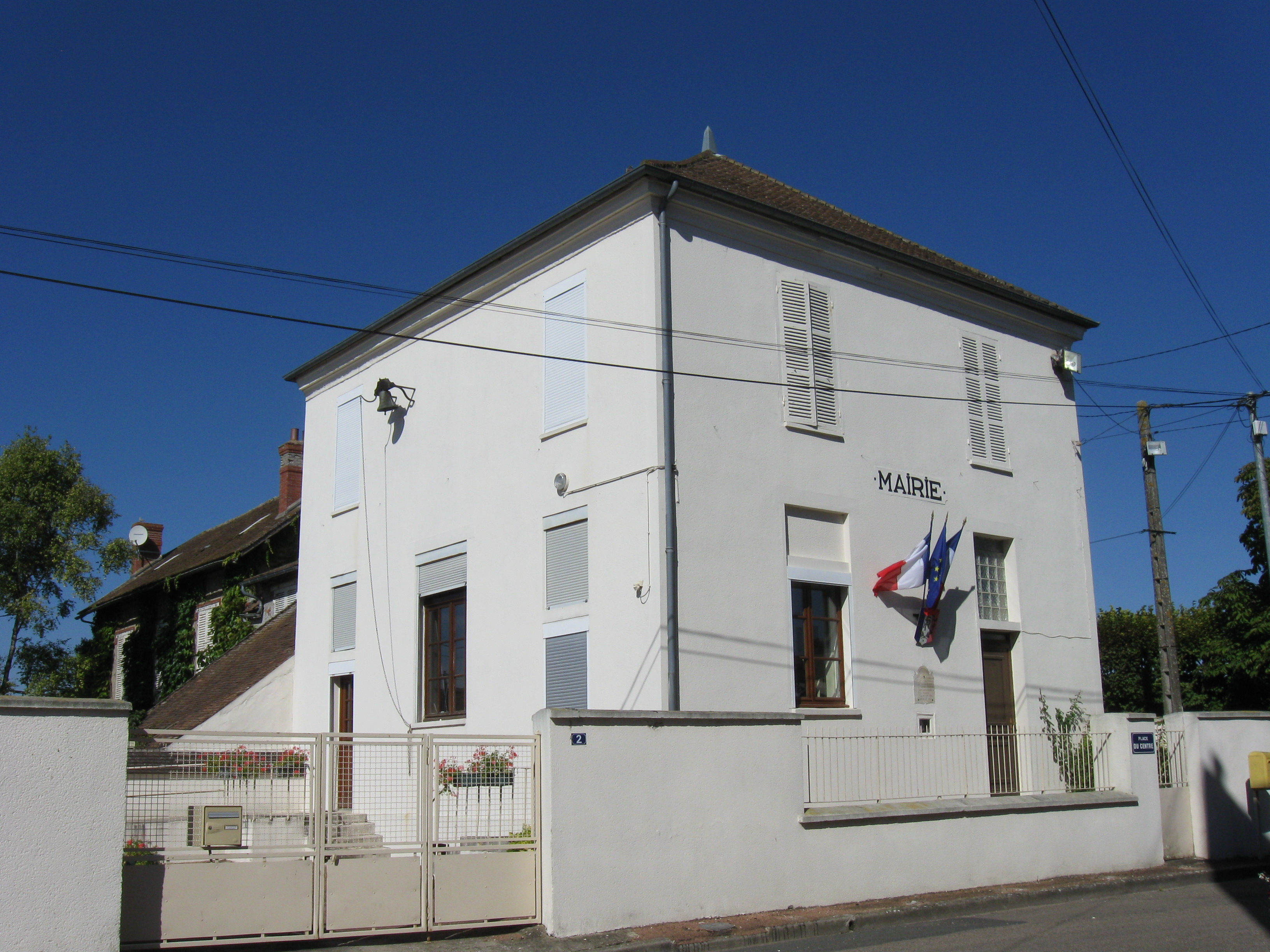
La mairie.

### Liste des maires
| Période                                  | Période      | Identité           | Étiquette | Qualité         |
| ---------------------------------------- | ------------ | ------------------ | --------- | --------------- |
| Les données manquantes sont à compléter. |              |                    |           |                 |
| ?                                        | 1812         | Jacques Leblanc    |           |                 |
| 1812                                     | 1816         | François Digard    |           |                 |
| 1816                                     | 1840         | Etienne Prud'homme |           |                 |
| 1841                                     | 1848         | Jean-Pierre Vaury  |           |                 |
| 1848                                     | 1862         | Pierre Morin       |           |                 |
| 1863                                     | 1875         | Louis Hureau       |           |                 |
| 1876                                     | ?            | Alfred Defoix      |           |                 |
|                                          |              |                    |           |                 |
| mars 2001                                | mars 2008    | Jean-Michel Houy   |           |                 |
| mars 2008                                | juillet 2020 | Bernard Guinet     |           | agriculteur     |
| juillet 2020                             | En cours     | Hélène Bridet      |           | Maître d'oeuvre |

## Équipements et services

### Eau et assainissement
L’organisation de la distribution de l’eau potable, de la collecte et du traitement des eaux usées et pluviales relève des communes. La loi NOTRe de 2015 a accru le rôle des EPCI à fiscalité propre en leur transférant cette compétence. Ce transfert devait en principe être effectif au 1er janvier 2020, mais la loi Ferrand-Fesneau du 3 août 2018 a introduit la possibilité d’un report de ce transfert au 1er janvier 2026,.

#### Assainissement des eaux usées
En 2020, la commune d'Obsonville ne dispose pas d'assainissement collectif,.
L’assainissement non collectif (ANC) désigne les installations individuelles de traitement des eaux domestiques qui ne sont pas desservies par un réseau public de collecte des eaux usées et qui doivent en conséquence traiter elles-mêmes leurs eaux usées avant de les rejeter dans le milieu naturel. La commune assure le service public d'assainissement non collectif (SPANC), qui a pour mission de vérifier la bonne exécution des travaux de réalisation et de réhabilitation, ainsi que le bon fonctionnement et l’entretien des installations,.

#### Eau potable
En 2020, l'alimentation en eau potable est assurée par la commune qui gère le service en régie,,.
Les nappes de Beauce et du Champigny sont classées en zone de répartition des eaux (ZRE), signifiant un déséquilibre entre les besoins en eau et la ressource disponible. Le changement climatique est susceptible d’aggraver ce déséquilibre. Ainsi afin de renforcer la garantie d’une distribution d’une eau de qualité en permanence sur le territoire du département, le troisième Plan départemental de l’eau signé, le 3 octobre 2017, contient un plan d’actions afin d’assurer avec priorisation la sécurisation de l’alimentation en eau potable des Seine-et-Marnais. À cette fin a été préparé et publié en décembre 2020 un schéma départemental d’alimentation en eau potable de secours dans lequel huit secteurs prioritaires sont définis. La commune fait partie du secteur Beauce.

## Population et société

### Démographie
L'évolution du nombre d'habitants est connue à travers les recensements de la population effectués dans la commune depuis 1793. Pour les communes de moins de 10 000 habitants, une enquête de recensement portant sur toute la population est réalisée tous les cinq ans, les populations de référence des années intermédiaires étant quant à elles estimées par interpolation ou extrapolation. Pour la commune, le premier recensement exhaustif entrant dans le cadre du nouveau dispositif a été réalisé en 2007.

En 2022, la commune comptait 120 habitants, en évolution de +12,15 % par rapport à 2016 (Seine-et-Marne : +3,92 %, France hors Mayotte : +2,11 %).
| 1793 | 1800 | 1806 | 1821 | 1831 | 1836 | 1841 | 1846 | 1851 |
| ---- | ---- | ---- | ---- | ---- | ---- | ---- | ---- | ---- |
| 144  | 126  | 127  | 124  | 129  | 161  | 168  | 164  | 155  |

| 1856 | 1861 | 1866 | 1872 | 1876 | 1881 | 1886 | 1891 | 1896 |
| ---- | ---- | ---- | ---- | ---- | ---- | ---- | ---- | ---- |
| 148  | 151  | 174  | 174  | 175  | 157  | 145  | 151  | 147  |

| 1901 | 1906 | 1911 | 1921 | 1926 | 1931 | 1936 | 1946 | 1954 |
| ---- | ---- | ---- | ---- | ---- | ---- | ---- | ---- | ---- |
| 151  | 149  | 148  | 126  | 137  | 134  | 122  | 115  | 116  |

| 1962 | 1968 | 1975 | 1982 | 1990 | 1999 | 2006 | 2007 | 2012 |
| ---- | ---- | ---- | ---- | ---- | ---- | ---- | ---- | ---- |
| 107  | 101  | 89   | 76   | 87   | 89   | 100  | 101  | 97   |

| 2017 | 2022 | - | - | - | - | - | - | - |
| ---- | ---- | - | - | - | - | - | - | - |
| 112  | 120  | - | - | - | - | - | - | - |

### Événements
Les évènements de cette petite commune sont organisés par l'association du comité des fêtes.

### Enseignement
La commune ne dispose pas d’école primaire publique (maternelle ou élémentaire).

## Économie

### Revenus de la population et fiscalité
En 2017, le nombre de ménages fiscaux de la commune était de 48, représentant 111 personnes et la  médiane du revenu disponible par unité de consommation  de 21 490 euros.

### Emploi
En 2017 , le nombre total d’emplois dans la zone était de 18, occupant 58 actifs  résidants.
Le taux d'activité de la population (actifs ayant un emploi) âgée de 15 à 64 ans s'élevait à 73,1 % contre un taux de chômage de 7,7 %.
Les 19,2 % d’inactifs se répartissent de la façon suivante : 2,6 % d’étudiants et stagiaires non rémunérés, 11,5 % de retraités ou préretraités et 5,1 % pour les autres inactifs.

### Entreprises et commerces
En 2015, le nombre d'établissements actifs était de 17 dont 6 dans l'agriculture-sylviculture-pêche, 2 dans l’industrie, 1 dans la construction, 7 dans le commerce-transports-services divers et 1  étaient relatifs au secteur administratif.
Ces établissements ont pourvu 5 postes salariés.

### Secteurs d'activité
En 2018, la commune était classée en zone de revitalisation rurale (ZRR), un dispositif visant à aider le développement des territoires ruraux principalement à travers des mesures fiscales et sociales. Des mesures spécifiques en faveur du développement économique s'y appliquent également. Le classement des communes en ZRR était valable jusqu’au 31 décembre 2020,.

#### Agriculture
Obsonville est dans la petite région agricole dénommée le « Gâtinais », à l'extrême sud-ouest du département, s'étendant sur un large territoire entre la Seine et la Loire sur les départements du Loiret, de Seine-et-Marne, de l'Essonne et de l'Yonne. En 2010, l'orientation technico-économique de l'agriculture sur la commune est diverses cultures (hors céréales et oléoprotéagineux, fleurs et fruits).
Si la productivité agricole de la Seine-et-Marne se situe dans le peloton de tête des départements français, le département enregistre un double phénomène de disparition des terres cultivables (près de 2 000 ha par an dans les années 1980, moins dans les années 2000) et de réduction d'environ 30 % du nombre d'agriculteurs dans les années 2010. Cette tendance se retrouve au niveau de la commune où le nombre d’exploitations est passé de 12 en 1988 à 4 en 2010. Parallèlement, la taille de ces exploitations augmente, passant de 57 ha en 1988 à 90 ha en 2010.
Le tableau ci-dessous présente les principales caractéristiques des exploitations agricoles d'Obsonville, observées sur une période de 22 ans : 
|                                      | 1988 | 2000 | 2010 |
| ------------------------------------ | ---- | ---- | ---- |
| Dimension économique,                |      |      |      |
| Nombre d’exploitations (u)           | 12   | 5    | 4    |
| Travail (UTA)                        | 19   | 5    | 4    |
| Surface agricole utilisée (ha)       | 680  | 456  | 361  |
| Cultures                             |      |      |      |
| Terres labourables (ha)              | 680  | 456  | 361  |
| Céréales (ha)                        | 503  | s    | s    |
| dont blé tendre (ha)                 | 248  | s    | 148  |
| dont maïs-grain et maïs-semence (ha) | 53   |      |      |
| Tournesol (ha)                       | 31   |      | s    |
| Colza et navette (ha)                | s    |      | s    |
| Élevage                              |      |      |      |
| Cheptel (UGBTA)                      | 296  | 207  | 85   |

## Culture locale et patrimoine

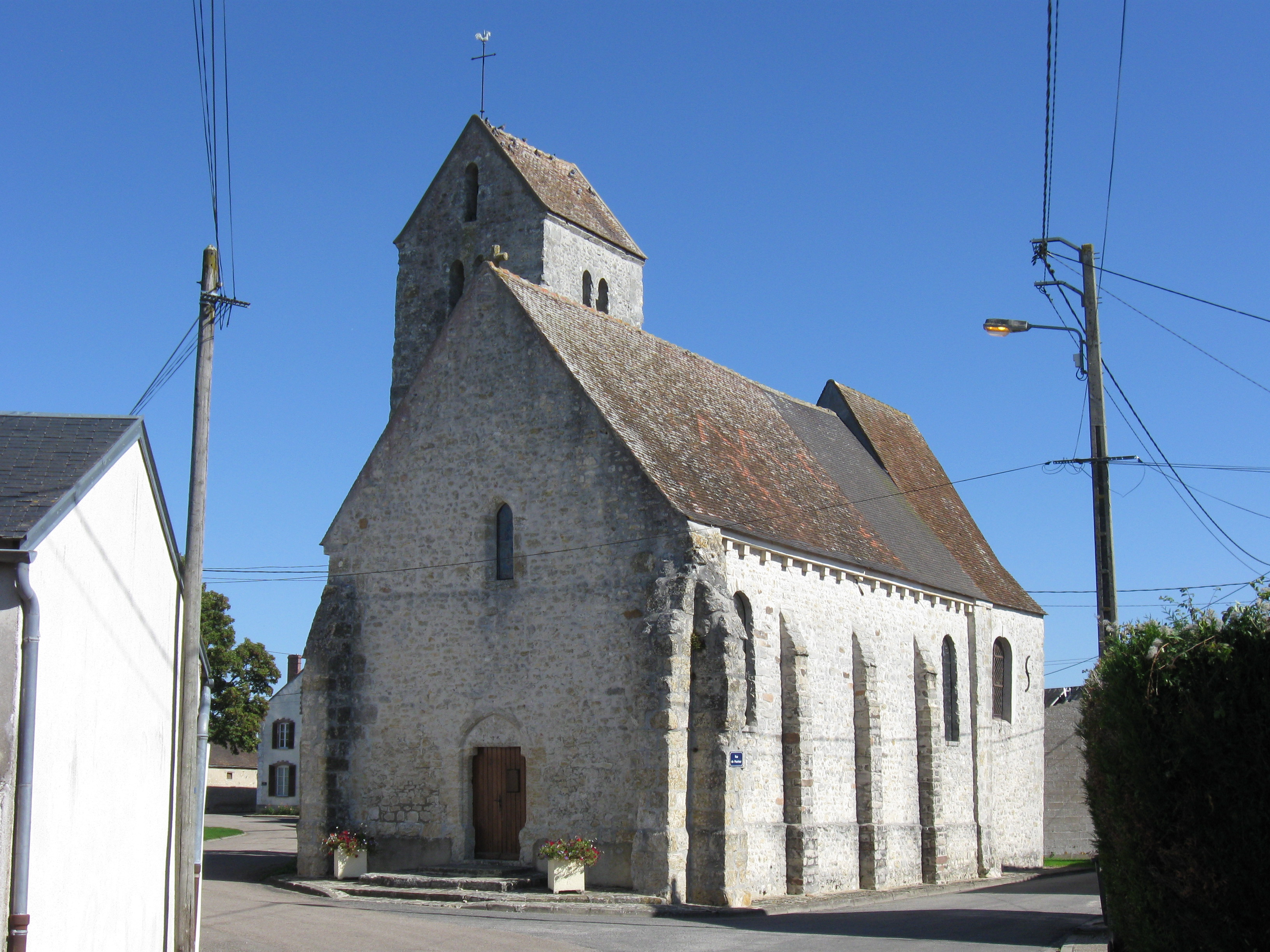
L'église Saint-Germain.

### Lieux et monuments
- L'église sous le vocable de Saint Germain a été rénovée par le conseil général à la fin du XXe siècle[54].
- Le village ne possède pas de monument aux morts.

### Héraldique
| Blason de Obsonville | Blason  | Tiercé en pairle renversé: au premier de gueules à trois gerbes de blé d'or, au deuxième de sinople au lion d'or, au troisième d'argent à la crosse de sable et à la fleur de lis d'or brochant en cœur. |
| Blason de Obsonville | Détails | |